# 马鞍山学院
马鞍山学院（英文名称：Ma'anshan University），是中华人民共和国的一所民办普通高等学校，位于安徽省马鞍山市当涂县。原为独立学院安徽工业大学工商学院，现为深圳市赛为智能股份有限公司独立举办、安徽省教育厅主管的民办大学。根据2021年中国民办大学排行榜，马鞍山学院名列2021中国民办大学百强榜第16位。

## 校史沿革
马鞍山学院前身是安徽工业大学工商学院，成立于2003年6月，是由安徽工业大学举办的独立学院。2014年12月，由安徽工业大学与深圳市赛为智能股份有限公司合作举办安徽工业大学工商学院。
2019年6月，经教育部批准，安徽工业大学工商学院转设为独立设置的民办普通高等学校马鞍山学院。

## 院系设置
- 人工智能创新学院
- 腾讯云大数据学院
- 智造工程学院
- 建筑工程学院
- 经济与管理学院
- 大阪医工学院
- 艺术设计学院
- 外国语学院